# Óculos
Óculos (en español: Gafas) es una canción perteneciente a la banda de rock brasileña Os Paralamas do Sucesso. Forma parte de su segundo álbum O Passo do Lui, editado por el sello EMI en 1984. 

## Interpretación
La letra refiere sobre la inseguridad emocional y la falta de autoestima de quien se lo mire usando gafas.  Este sería el primero de todos los éxitos de la banda y el lanzamiento definitivo al estrellato.

## Versiones
- La banda volvió a grabarla en su álbum de versiones en español Paralamas de 1991.

## Créditos
- Bi Ribeiro (acreditado como Felipe Bi Ribeiro) - Bajo
- Herbert Vianna - Guitarra y Voz
- João Barone - Tambores y Percusión